# Andreas Bjelland
Andreas Bjelland (Fredensborg, 11 juli 1988) is een Deens voetballer die als centrale verdediger speelt. Hij tekende in juli 2018 een contract tot medio 2022 bij FC Kopenhagen, dat circa €2.500.000,- voor hem betaalde aan Brentford. Bjelland is de zoon van een Noorse vader en een Deense moeder. Hij debuteerde in 2010 in het Deens voetbalelftal.

## Clubcarrière

### Jeugd
Bjelland speelde tot 2001 in de jeugd van BK Søllerød-Vedbæk, waarna hij naar Lyngby BK vertrok. Daar doorliep hij de jeugdelftallen tot hij in 2006 zijn debuut in het eerste elftal maakte.

### Lyngby BK
Bjelland debuteerde voor Lyngby BK op 20 september 2006 in de Landspokalturneringen, het Deense bekertoernooi. In zijn eerste seizoen bij de senioren werd Bjelland kampioen van de 1. division en promoveerde met de club naar de Superligaen. Na één seizoen degradeerde het elftal echter alweer. Hij speelde drie seizoenen voor de club in het eerste elftal. In totaal kwam hij tot een totaal van 46 duels en scoorde daarin één treffer.

### FC Nordsjælland
In 2009 verliet Bjelland Lyngby BK voor FC Nordsjælland. Met deze club won hij zowel in seizoen 2009/10 als in 2010/11 de Deense voetbalbeker. In zijn laatste seizoen veroverde hij op de laatste speeldag ook de landstitel met de club. In totaal speelde Bjelland 86 wedstrijden voor de club en maakte drie doelpunten.

### FC Twente
FC Twente legde Bjelland in november 2011 voor seizoen 2012/13 vast. Hij tekende een vierjarig contract bij de Tukkers, met een optie voor een extra jaar. Twente betaalde volgens Deense media drie miljoen euro voor de verdediger.

### Brentford FC
Bjelland tekende in juli 2015 een contract tot medio 2018 bij Brentford, de nummer vijf van de Championship in het voorgaande seizoen. De club betaalde circa €3.000.000,- voor hem aan FC Twente, een clubrecord voor de Engelsen. Bjelland maakte op 11 augustus 2015 zijn debuut voor Brentford, in een met 0-4 verloren wedstrijd tegen Oxford United in de eerste ronde van het toernooi om de League Cup. Hij begon in de basisopstelling, maar viel na 46 minuten geblesseerd uit. Hij bleek een zodanig zware blessure aan zijn kruisband te hebben, dat hij moest worden geopereerd en naar verwachting negen maanden zou moeten herstellen.

## Interlandcarrière
Bjelland nam met Denemarken –21 deel aan de EK-eindronde in eigen land in 2011, waar de ploeg van bondscoach Keld Bordinggaard werd uitgeschakeld in de eerste ronde. Hij was bij dat toernooi aanvoerder van de nationale jeugdploeg.
Op 17 november 2010 debuteerde Bjelland in het A-elftal van Denemarken. De wedstrijd tegen Tsjechië eindigde in een doelpuntloos gelijkspel. Ook speelde hij in de EK-kwalificatiewedstrijden tegen Cyprus en Portugal in oktober 2011. Bjelland nam met Denemarken deel aan het Europees kampioenschap voetbal 2012 in Polen en Oekraïne, waar de selectie van bondscoach Morten Olsen in de groepsfase werd uitgeschakeld. Op de verrassende 1–0 overwinning op Nederland volgden nederlagen tegen Portugal (2–3) en Duitsland (1–2), waardoor de Denen als derde eindigden in groep B. Bjelland zelf kwam niet in actie tijdens het toernooi. Olsen gaf de voorkeur aan het duo Agger/Kjær.

## Statistieken

### Clubwedstrijden
| Seizoen         | Club            |                     | Competitie      | Competitie | Competitie | Beker | Beker | Internationaal | Internationaal | Totaal | Totaal |
| Seizoen         | Club            | Wed.                | Competitie      | Dlp.       | Wed.       | Dlp.  | Wed.  | Dlp.           | Wed.           | Dlp.   |        |
| --------------- | --------------- | ------------------- | --------------- | ---------- | ---------- | ----- | ----- | -------------- | -------------- | ------ | ------ |
| 2006/07         | Lyngby BK       | Vlag van Denemarken | 1. division     | 9          | 0          | ?     | ?     | —              | —              | 9      | 0      |
| 2007/08         | Lyngby BK       | Vlag van Denemarken | Superligaen     | 11         | 0          | ?     | ?     | —              | —              | 11     | 0      |
| 2008/09         | Lyngby BK       | Vlag van Denemarken | 1. division     | 22         | 1          | 2     | 0     | —              | —              | 24     | 1      |
| 2009/10         | Lyngby BK       | Vlag van Denemarken | 1. division     | 4          | 0          | 1     | 0     | —              | —              | 5      | 0      |
| 2009/10         | FC Nordsjælland | Vlag van Denemarken | Superligaen     | 22         | 1          | 5     | 0     | —              | —              | 27     | 1      |
| 2010/11         | FC Nordsjælland | Vlag van Denemarken | Superligaen     | 24         | 1          | 5     | 0     | —              | —              | 29     | 1      |
| 2011/12         | FC Nordsjælland | Vlag van Denemarken | Superligaen     | 26         | 1          | 2     | 0     | 2              | 0              | 30     | 1      |
| 2012/13         | FC Twente       | Vlag van Nederland  | Eredivisie      | 10         | 0          | 0     | 0     | 3              | 0              | 13     | 0      |
| 2013/14         | FC Twente       | Vlag van Nederland  | Eredivisie      | 33         | 0          | 1     | 0     | 0              | 0              | 34     | 0      |
| 2014/15         | FC Twente       | Vlag van Nederland  | Eredivisie      | 26         | 3          | 4     | 0     | 1              | 0              | 31     | 3      |
| 2015/16         | Brentford FC    | Vlag van Engeland   | Championship    | 0          | 0          | 1     | 0     | —              | —              | 1      | 0      |
| 2016/17         | Brentford FC    | Vlag van Engeland   | Championship    | 28         | 0          | 1     | 0     | —              | —              | 29     | 0      |
| 2017/18         | Brentford FC    | Vlag van Engeland   | Championship    | 34         | 1          | 1     | 0     | —              | —              | 35     | 1      |
| 2018/19         | FC Kopenhagen   | Vlag van Denemarken | Superligaen     | 25         | 1          | 0     | 0     | 11             | 0              | 36     | 1      |
| 2019/20         | FC Kopenhagen   | Vlag van Denemarken | Superligaen     | 21         | 0          | 2     | 0     | 8              | 0              | 24     | 0      |
| 2020/21         | FC Kopenhagen   | Vlag van Denemarken | Superligaen     | 3          | 0          | 0     | 0     | 1              | 0              | 4      | 0      |
| Carrière totaal | Carrière totaal | Carrière totaal     | Carrière totaal | 295        | 9          | 25    | 0     | 25             | 0              | 345    | 9      |

## Erelijst
Lyngby BK
- 1. division: 1

2006/07
FC Nordsjælland
- Landspokalturneringen: 2

2009/10, 2010/11
- Landskampioen: 1

2011/12
1 Trott ·
2 Diks ·
4 Garananga ·
5 Pereira ·
6 Hatzidiakos ·
7 Claesson  ·
8 Mattsson ·
9 Onugkha ·
10 Elyounoussi ·
11 Larsson ·
13 Huescas ·
14 Cornelius ·
15 López ·
16 Robert ·
17 Froholdt ·
19 Chiakha ·
20 Boilesen ·
21 Sander ·
22 Gotsjoleisjvili ·
24 Meling ·
27 Delaney ·
30 Achouri ·
31 Rúnarsson ·
33 Falk ·
36 Clem ·
38 Højer ·
40 Bardghji ·
Coach: Neestrup
· Assistent-coach: Nørregaard
· Keeperstrainer: Christensen
1 Andersen ·
2 C. Poulsen ·
3 Kjær ·
4 Agger  ·
5 S. Poulsen ·
6 Jacobsen · 
7 Kvist ·
8 Eriksen ·
9 Krohn-Dehli ·
10 Rommedahl ·
11 Bendtner ·
12 Bjelland ·
13 Okore ·
14 Schöne ·
15 Silberbauer ·
16 Lindegaard ·
17 Pedersen ·
18 Wass ·
19 J. Poulsen ·
20 Kahlenberg ·
21 Zimling ·
22 Schmeichel ·
23 Mikkelsen ·
Coach: Olsen